# Jean-Joseph-Louis Graslin
Jean-Joseph-Louis Graslin, né le 15 novembre 1727 à Tours et mort le 10 mars 1790 à Nantes, est un receveur général des fermes et économiste français, connu pour avoir conduit, entre 1780 et 1790, une opération immobilière importante visant à étendre le centre-ville de Nantes. Il a donné son nom à la place Graslin, au théâtre Graslin et à un quartier de la ville.

## Biographie
D’une famille honorable et considérée dans la finance, Graslin était le fils et petit-fils d’un greffier en chef du bureau des finances à Tours, et le privilège attaché à ce genre d’office leur acquit la noblesse héréditaire. Son père est Louis Joseph Graslin (1683-1743), écuyer, seigneur de Salvert, la Moisandière et Bois-Chambellay, et sa mère Jeanne Delavau (1706-1792). Placé fort jeune au collège, il étonna ses professeurs, en résolvant mentalement, sans avoir jamais reçu aucune notion d’arithmétique, un problème bien au-dessus de son âge, et ne tarda pas à se faire remarquer par son aptitude pour les mathématiques, dans lesquelles il fit de rapides progrès. Il poursuivit sa scolarité au collège de Beauvais, à Paris, un des dix établissements de plein exercice de l’Université. Porté vers les sciences exactes, les études sérieuses (pour les bourgeois des finances), il s’y livra avec ardeur et à l’aide de l’esprit d’analyse et d’une méthode rigoureuse, il approfondit plusieurs sciences. Sensible au mouvement qui s’opérait autour de lui dans le progrès des idées, il conçut de bonne heure un goût qui ne se démentit jamais pour les beaux-arts et la littérature. Connaissant presque par cœur tous les chefs-d’œuvre des poètes les plus célèbres, il prit des leçons de Lekain et joua avec le plus grand succès la Métromanie de Piron sur un théâtre de société.
Parvenu à l’âge de se créer une position, il étudia, de 1746 et 1748, la jurisprudence à la faculté de droit de Paris et se fit recevoir avocat au Parlement, où il avait même commencé à plaider mais, entraîné par l’exemple de sa famille, qui avait su acquérir une réputation d’honneur et d’intégrité dans les charges qu’elle avait occupées dans la finance, et par les conseils d’un de ses parents très influent à la Cour, il se décida à suivre la même carrière, à laquelle il se prépara par une étude approfondie de l’administration du trésor public et des sources du revenu de l’État, et il n’avait encore que trente ans, quand il acheta, en 1758, du titulaire lui-même la charge de receveur général des fermes du roi à Nantes, fonctions qu’il devait exercer avec intégrité jusqu’à sa mort.
Son séjour à Paris et son mérite le mirent en rapport avec des hommes de lettres et des savants renommés : il fit, ainsi, la connaissance, en 1765, de Delisle de Sales et se trouvait en correspondance avec Forbonnais dont il fut l’ami. Tant qu’il vécut, sa maison devint le rendez-vous des hommes les plus distingués de Nantes. Dans cette ville, entre 1780 et 1790, il fait construire un quartier, qui deviendra le « quartier Graslin », articulé autour d’un théâtre. Depuis, cette opération immobilière marque la morphologie du centre-ville.

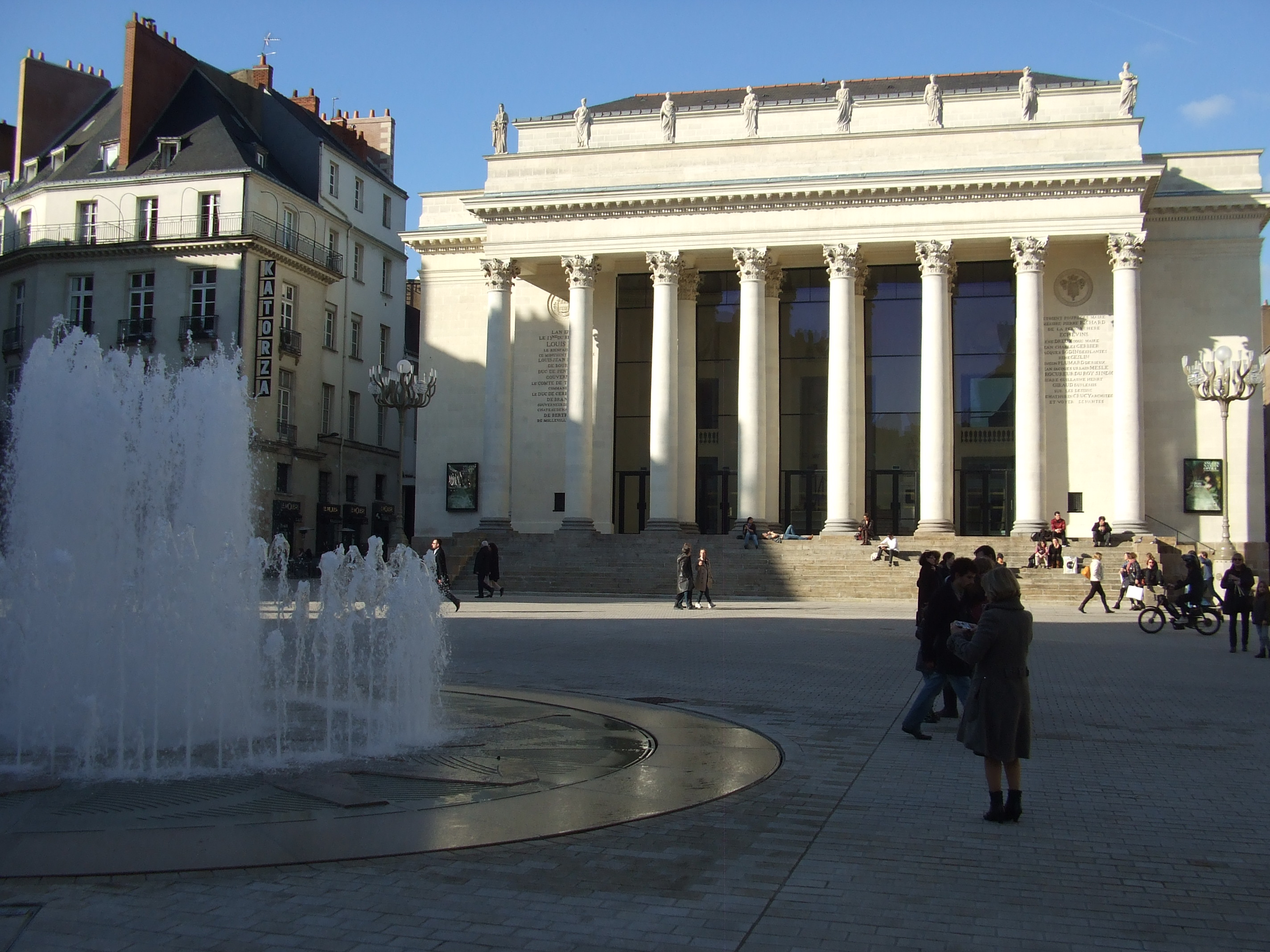
La place Graslin et le théâtre Graslin à Nantes.

En 1767, la Société royale d’agriculture de Limoges mit au concours cette question : « Démontrer et apprécier l’effet de l’impôt indirect sur les revenus des propriétaires de biens-fonds. » Le programme, qui y était joint, portait en substance, comme une vérité reconnue et incontestable la doctrine physiocrate selon laquelle les impôts, sous quelque forme qu’ils soient perçus, retombent nécessairement à leur charge, et sont toujours, en dernière analyse, payés par eux seuls, soit directement, soit indirectement. » Il répondit à la question proposée par un mémoire qu’il devait publier, en 1767, à Londres, sous le titre d’Essai analytique sur la richesse et sur l’impôt, neuf ans avant les Recherches sur la nature et les causes de la richesse des nations, d’Adam Smith, publiées pour la première fois en 1776, et qui ont fondé la science de l’économie politique en Europe. Dans cet ouvrage, qui pose les fondements de la théorie de la richesse dont ses études économiques l’avaient mis à même de rassembler les principes fondamentaux, Graslin essaya, le premier, grâce à la méthode expérimentale et analytique suivie par les économistes qui l’ont suivi, de sonder et d’apprécier la solidité des doctrines de Quesnay, qui prévalaient alors avec une telle autorité qu’elles étaient considérées comme infaillibles. Il en attaqua les erreurs avec une telle conviction que, ne reculant ni devant l’autorité des plus hautes réputations, ni devant l’opinion généralement admise, son travail eut le mérite de voir ses principes en partie trouvés confirmés par les économistes qui lui succédèrent. Graslin exprime également dans son ouvrage une proposition très moderne d'impôt progressif, avec notamment le principe des tranches.
À sa mort, Graslin fut enterré dans « une tombe de marbre blanc », au cimetière de l’église Saint-Nicolas, détruit depuis. De Renée-Magdeleine-Jeanne Guymont, qu’il avait épousée en 1765, fille de Hugues Gatien Guymont, directeur des vivres de la marine à Nantes, et de Renée de Cazalis de Pradine, il eut cinq enfants. Il est l'arrière grand-père d'Edmond Doré-Graslin.

## Publications
- Essai analytique sur la richesse et sur l'impôt, où l'on réfute la nouvelle doctrine économique qui a fourni à la Société royale d'agriculture de Limoges les principes d'un programme qu'elle a publié sur l'effet des impôts indirects, 1767, Londres [i.e. Paris ?] ; rééd. Auguste Dubois, Paris, Geuthner, 1911 (OCLC 901101600).
- Correspondance entre M. Graslin et M. l'abbé Baudeau,... sur un des principes fondamentaux de la doctrine des soi-disants [sic] philosophes économistes, Londres ; Paris, Onfroy, 1777 ; rééd. Catania, CUECM, 1988 (OCLC 21904299).